# Abbaye Saint-Pierre de Cellefrouin
Pour les articles homonymes, voir Abbaye Saint-Pierre.
L'abbaye Saint-Pierre de Cellefrouin, située à Cellefrouin en Charente, est une abbaye  de chanoines réguliers de Saint-Augustin fondée au tout début du XIe siècle.

## Histoire de l'abbaye

### Fondation
Le nom du fondateur de l'abbaye Saint-Pierre de Cellefrouin est controversé. L'abbaye aurait été fondée vers l'an 1025, par Arnauld de Vitabre, évêque de Périgueux, avec l'aide de plusieurs habitants, dont le plus généreux, un nommé Frouin, aurait donné son nom au monastère. Par une bulle du pape Pascal II datée du 24 novembre 1101, l'abbaye de Cellefrouin fut rattachée à celle de Charroux; mais elle ne tarda pas à reprendre son autonomie sous la règle de saint Augustin.
Plusieurs textes confirment son existence :
Guillaume Taillefer, évêque d’Angoulême, mu par la crainte de Dieu et son amour pour son parent, Arnauld, évêque, qui l’avait élevé, et sur les conseils de son frère, Foulques, comte d’Angoulême, ainsi que de plusieurs hauts dignitaires de son clergé, dispense l’abbaye Saint-Pierre de Cellefrouin du droit de synode. (1048-1075).
Aimery de Rocbechouart, d’accord avec Ildegaire, son frère, et Alpaïs, sa mère, après de longues et pieuses considérations, donne à l’abbaye Saint-Pierre de Cellefrouin l’église de Saint-Martin, située dans le château de Champagne-Mouton, avec tout ce qui en dépend et telle qu’en jouit le chapelain Gérauld. (1059-1086).

### Évolution du statut
Elle a été consacrée vers 1025 par Arnauld de Vitabre, évêque de Périgueux. C'est une abbaye augustinienne mais, vers 1096, le pape Urbain II oblige les moines de Cellefrouin à quitter leur règle de saint Augustin  pour suivre la règle des bénédictins.
L'abbé Foucault s'y oppose, devient ermite à Fons Cancellatus, ce qui est l'acte fondateur de l'abbaye Notre-Dame de Chancelade. Malgré les dons qui lui furent faits, notamment par les comtes d'Angoulême Geoffroi et Foulques Taillefer, l'abbaye de Cellefrouin ne fut jamais très importante.

### Guerres, pillages et destructions
Elle souffrit peut-être moins que d'autres de l'invasion anglaise ; mais elle fut entièrement ruinée par les guerres de Religion du XVIe siècle. À cette époque le monastère fut entièrement détruit et les religieux furent obligés de se réfugier dans des maisons particulières. Par la suite, ils ne purent jamais reprendre la vie conventuelle. En 1630, on ne trouve au monastère que six religieux, dont quatre seulement sont résidents, les deux autres étant desservants des prieurés-cures de Beaulieu et de Ventouse.

## Architecture de l'abbaye
De l'abbaye il ne subsiste que l'église abbatiale romane, magnifiquement restaurée.
Elle est classée Monument Historique depuis 1907.

### L’église abbatiale
L'abbatiale Saint-Pierre (église Saint-Nicolas) présente la façade la plus ancienne de tout l'Angoumois avec sa voûte du XIe siècle et sa façade occidentale datée de 1060.
Sa façade et son chevet forment un rectangle.
Son transept est surmonté d'une coupole octogonale surmontée d'un clocher carré.
Les sculptures murales soulignent la spécificité de l'édifice.

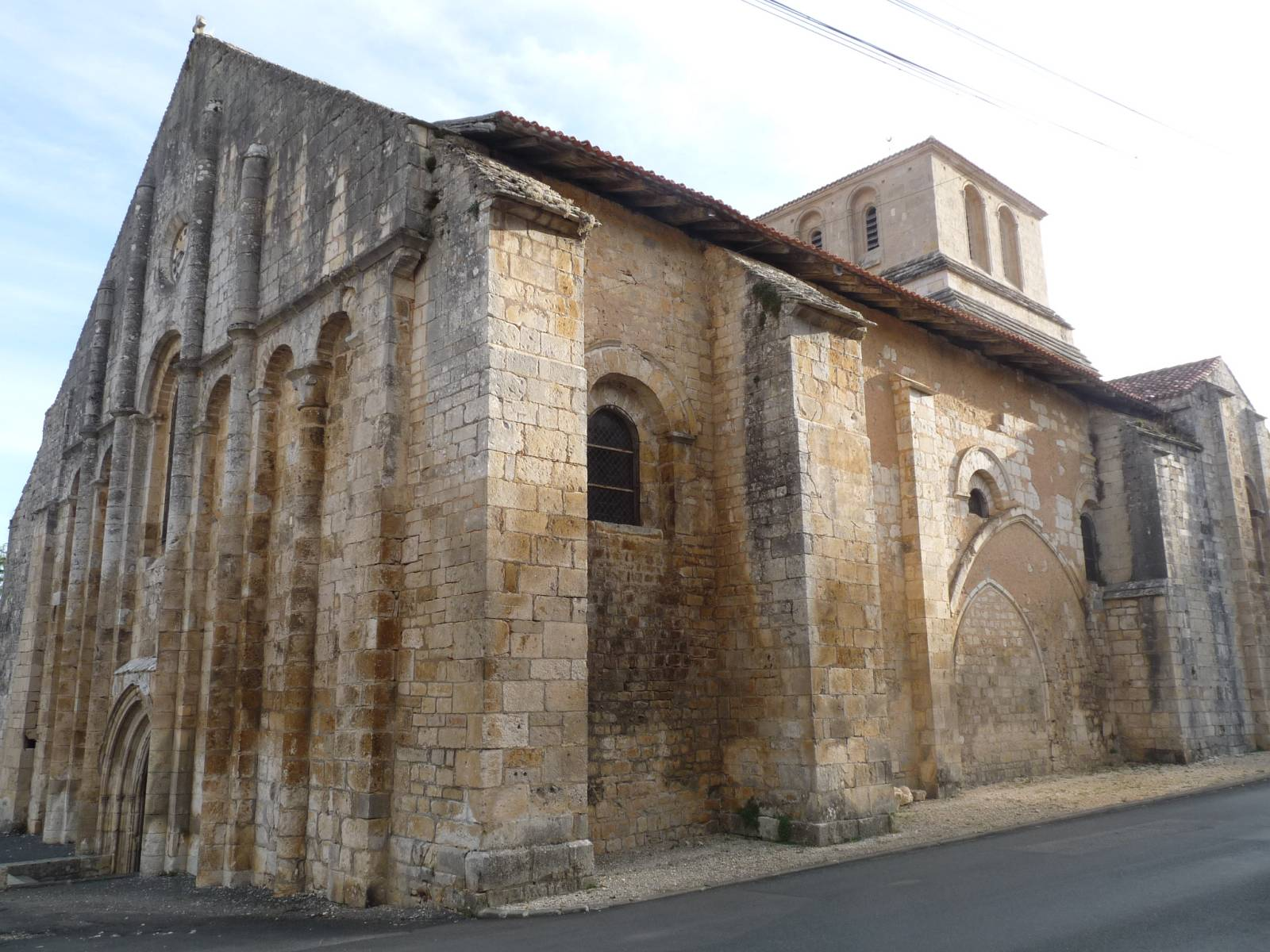
Façade de trois quarts.
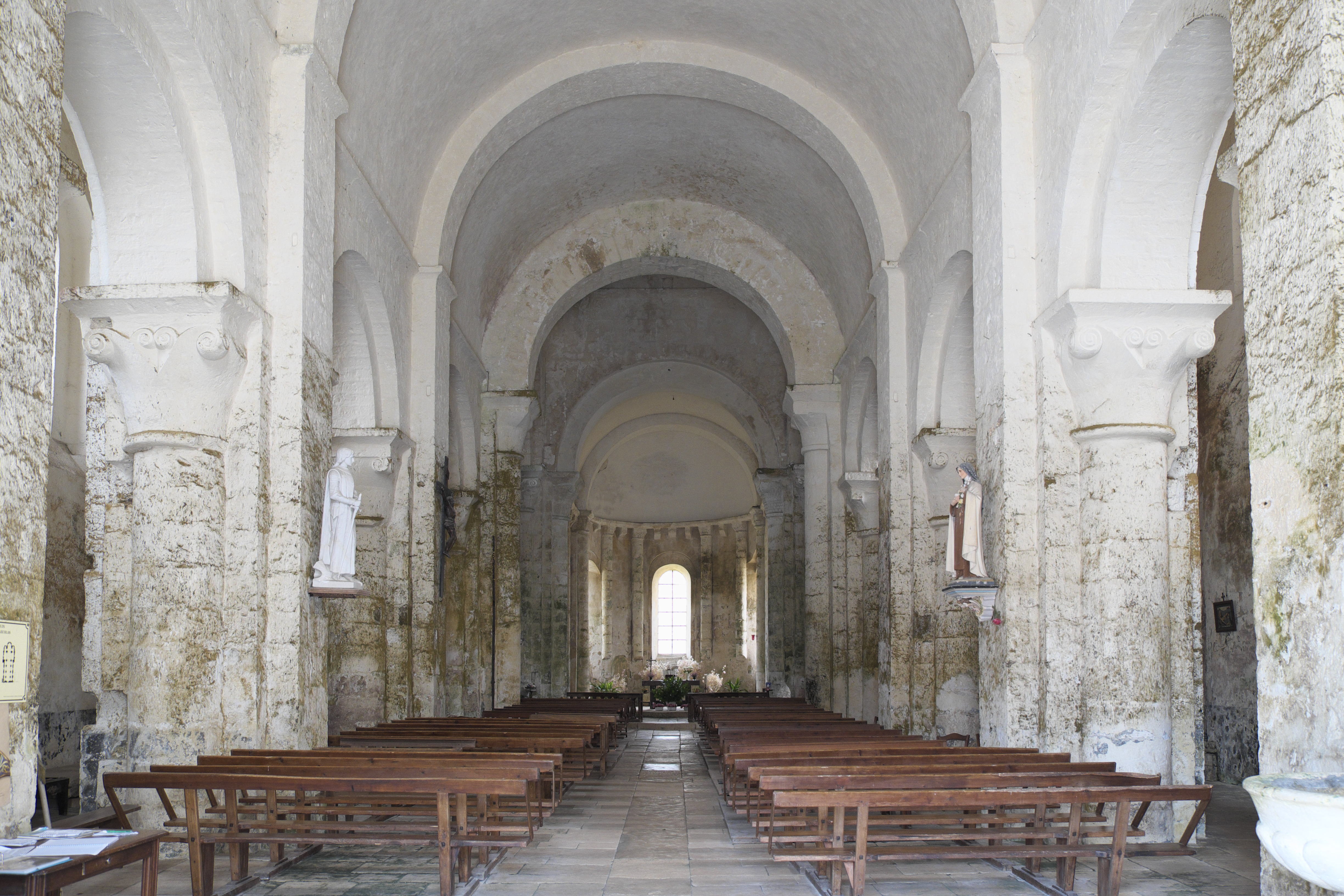
La nef.
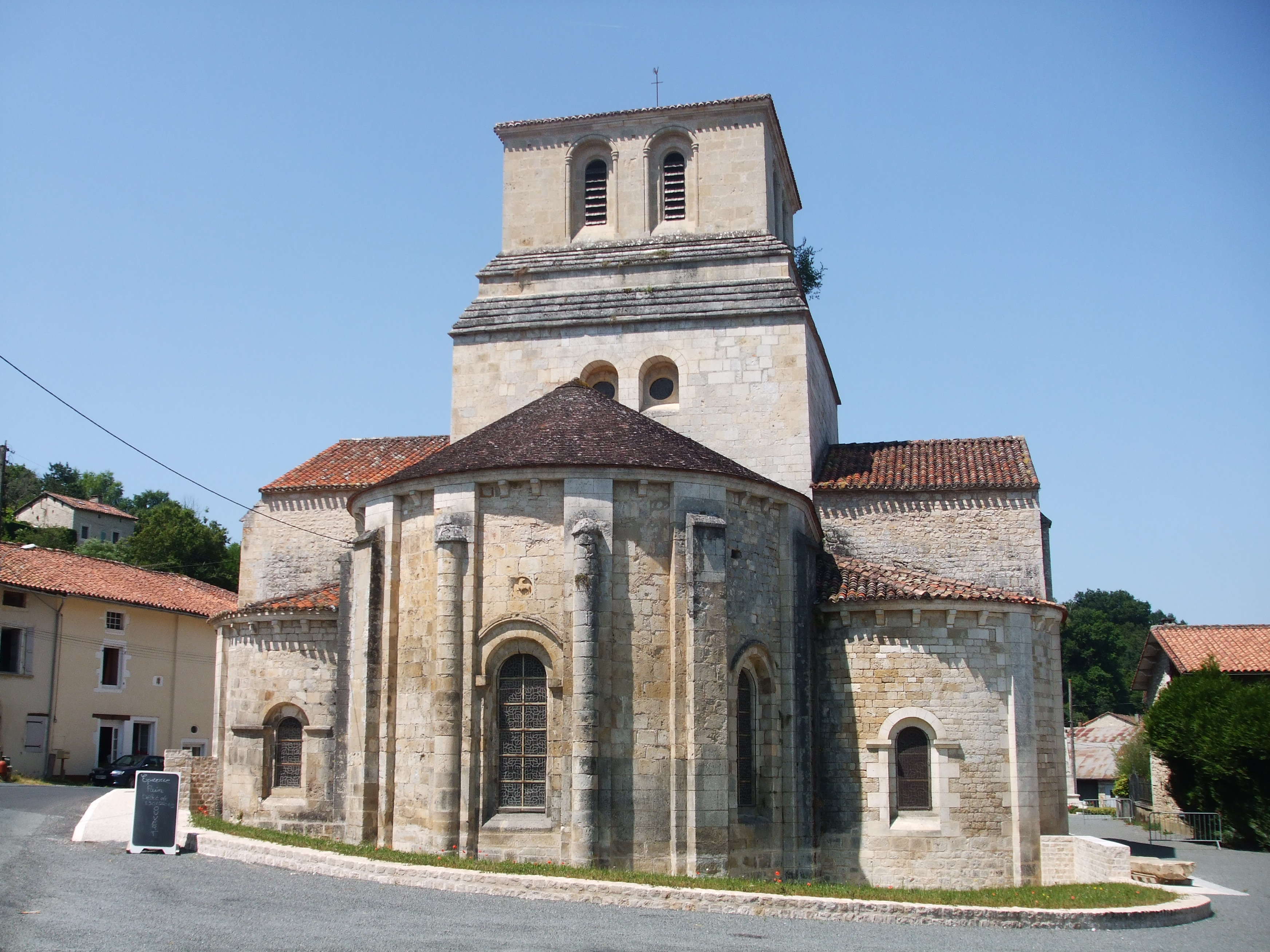
Chevet et clocher.
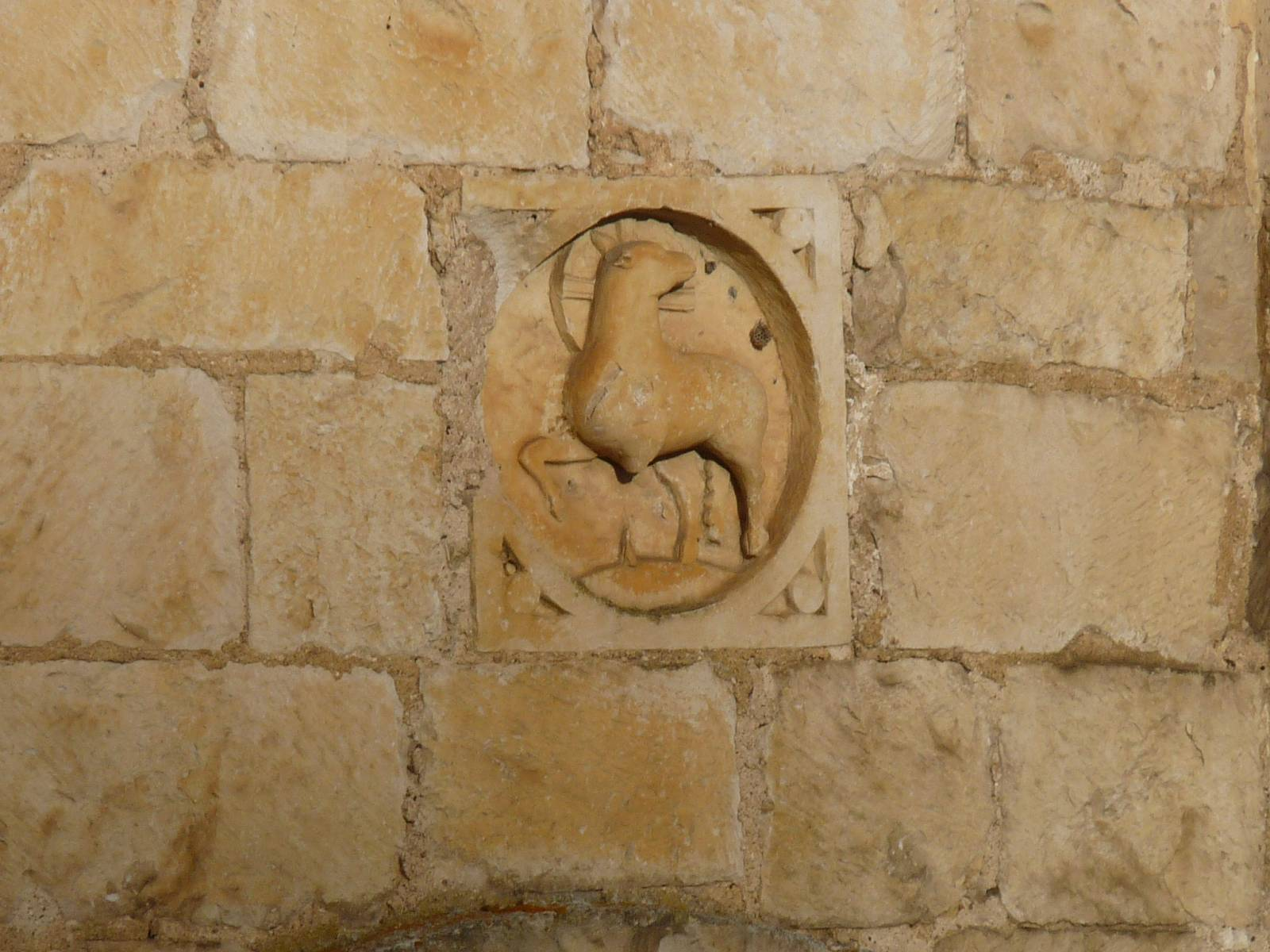
Agnus Dei, bas-relief sur le chevet.

### Les bâtiments monastiques
Il n'en reste rien.